# Oppervlaktegetrouwe kegelprojectie
De oppervlaktegetrouwe kegelprojectie of projectie van Albers is een kaartprojectie waarbij de hele wereldkaart de vorm heeft van een sector van een cirkelring, waarbij de binnencirkelboog een punt op Aarde (vaak een van de beide polen) representeert, en de buitencirkelboog het tegenoverliggende punt. De familie heeft twee parameters (naast de keuze van de lengtegraad van het midden en de parameter voor het vergroten of verkleinen van de hele kaart): twee parallellen, de zogenaamde standaardparallellen, waar een vierkantje op Aarde wordt afgebeeld als een vierkantje. Hier is de kaart dus naast oppervlaktegetrouw ook hoekgetrouw. Tussen de standaardparallellen wordt een vierkantje op Aarde afgebeeld als een staande rechthoek. Deze keuzes impliceren de sectorhoek.
De projectie van Albers is geschikt voor het afbeelden van landen die ver uitgestrekt zijn in oost-west-richting maar niet meer dan enkele tientallen graden in noord-zuid-richting. Een vuistregel bij het maken van Albersprojecties is dat de standaardparallellen op een-zesde van de onder- resp. bovenzijde van de kaart liggen (in het voorbeeld hiernaast is daarvan afgeweken om een kaart van de hele wereld te kunnen maken).
De projectie van Albers wordt veel gebruikt voor het afbeelden van de Verenigde Staten (zonder Alaska) waarbij de standaardparallellen gekozen worden op 29,5° en 45,5° Noorderbreedte.
De projectie werd in 1805 ontwikkeld door de Duitse wiskundige en cartograaf Heinrich Christian Albers (1773 - 1833). Albers was goed op de hoogte van het werk van Johann Heinrich Lambert, wat blijkt uit de sterke wiskundige overeenkomst met diens kegelprojecties.

## Formules
Als φ1 en φ2 de standaardparallellen zijn, dan geldt voor een kegelprojectie met de kegelpunt naar het noorden, met
{\displaystyle n={\tfrac {1}{2}}(\sin \phi _{1}+\sin \phi _{2})}
dat deze n het aantal graden is waaronder een lengtegraad wordt afgebeeld; de hele kaart beslaat dus een sector van  360 n graden.
Deze n moet positief zijn, het midden tussen de standaardparallellen moet dus op het noordelijk halfrond liggen (voor het limietgeval waarbij n nul wordt zie onder).
Stel R is de straal van de Aarde, en oppervlaktes zijn op de kaart {\displaystyle s^{2}} maal zo groot als op Aarde, dan is de straal op de kaart van de parallel op breedtegraad φ:
{\displaystyle \rho ={\frac {Rs}{n}}{\sqrt {1+\sin \phi _{1}\sin \phi _{2}-(\sin \phi _{1}+\sin \phi _{2})\sin \phi }}}
dus voor de standaardparallellen geldt {\displaystyle \rho ={\frac {Rs}{n}}\cos \phi _{1}} en {\displaystyle \rho ={\frac {Rs}{n}}\cos \phi _{2}}
Verder volgt hieruit de straal op de kaart van de cirkelboog die de noordpool representeert:
{\displaystyle \rho ={\frac {Rs}{n}}{\sqrt {1+\sin \phi _{1}\sin \phi _{2}-(\sin \phi _{1}+\sin \phi _{2})}}={\frac {Rs}{n}}{\sqrt {(1-\sin \phi _{1})(1-\sin \phi _{2})}}}
Alleen als minstens een van de standaardparallellen de noordpool is wordt de noordpool dus gerepresenteerd door een enkel punt.  Als beide standaardparallellen de noordpool zijn betreft dit de azimutale projectie van Lambert. Er geldt dan n = 1.
De straal op de kaart van de cirkelboog die de zuidpool representeert is:
{\displaystyle \rho ={\frac {Rs}{n}}{\sqrt {1+\sin \phi _{1}\sin \phi _{2}+(\sin \phi _{1}+\sin \phi _{2})}}={\frac {Rs}{n}}{\sqrt {(1+\sin \phi _{1})(1+\sin \phi _{2})}}}
Het verschil van de beide stralen (de breedte van de ringsector voor de hele kaart) is:
{\displaystyle \Delta \rho ={\frac {4Rs}{{\sqrt {(1+\sin \phi _{1})(1+\sin \phi _{2})}}+{\sqrt {(1-\sin \phi _{1})(1-\sin \phi _{2})}}}}}
Bij samenvallende standaardparallellen is dit  2Rs.
Als {\displaystyle \phi _{1}\geq 0} en {\displaystyle \phi _{2}} nadert van boven naar {\displaystyle -\phi _{1}} dan naderen de binnen- en buitenstraal naar oneindig, en wordt de kaart rechthoekig met hoogte {\displaystyle {\frac {2Rs}{\cos \phi _{1}}}} en breedte  {\displaystyle 2\pi Rs\cos \phi _{1}}, de oppervlaktegetrouwe cilinderprojectie met standaardparallellen {\displaystyle \phi _{1}} en {\displaystyle -\phi _{1}}.
De schaal in oostwestrichting is as en de noordzuidschaal s/a met
{\displaystyle a={\frac {\sqrt {1+\sin \phi _{1}\sin \phi _{2}-(\sin \phi _{1}+\sin \phi _{2})\sin \phi }}{\cos \phi }}}